# Julián Sanz Ibáñez
Julián Sanz Ibáñez (Zaragoza, 17 de marzo de 1904-13 de agosto de 1963) fue un médico español, miembro de la Real Academia de las Ciencias Exactas, Físicas y Naturales
Doctor en Medicina, catedrático por oposición de Histología de las Universidades de Santiago y de Valencia y también por oposición, de Anatomía Patológica en la de Madrid. Fue jefe de la Sección de Oncología de la Dirección General de Sanidad y director del Instituto del Cáncer y del Instituto Cajal, del Consejo Superior de Investigaciones Científicas. Además fue comisionado en varios países para estudiar los problemas y tratamiento del cáncer.
Fue miembro de varias sociedades científicas y autor de buen número de trabajos y publicaciones sobre su especialidad.